# 图卢兹伯国
图卢兹伯国位于法国南部，领土包含今图卢兹，是今奥克西塔尼亚的中心区域，从公元8世纪至13世纪由图卢兹伯爵统治，阿尔比十字军期间被法军攻占，其他部分领土纳入沃奈桑伯爵领地。